# Catherine Parr
Catherine Parr (n. august 1512, Kendal, Anglia, Regatul Unit – d. 5 septembrie 1548, Sudeley⁠(d), Anglia, Regatul Unit) s-a născut în jurul anului 1512, fiind cunoscută în istorie ca a șasea - și ultima - soție a regelui Angliei Henric al VIII-lea.
A fost inițial căsătorită cu un anume Sir Edward Borough, după moartea căruia s-a recăsătorit cu un alt bărbat, pe nume Sir John Neville, Lord de Latimer. Și acesta a murit curând, în 1543, lăsând-o văduvă pentru a doua oară. 

Cu toate că Catherine Parr se îndrăgostise de Thomas Seymour (fratele lui Jane Seymour), a trebuit să răspundă atenției pe care i-o acorda Henric.
Pe 12 iulie 1543, la numai un an de la execuția lui Catherine Howard care a fost cea de-a cincea soție a lui Henric, cei doi s-au căsătorit, pe când Henric avea 52 de ani și Catherine Parr 31.
Cu toate că a fost o mamă adoptivă bună pentru copiii lui Henric, între ei au apărut discordii pe teme religioase, încât într-o bună zi, Henric chiar a dat ordin să fie arestată, dar s-a răzgândit atunci când ea s-a încuiat în dormitorul ei plângând în hohote. 
Henric al VIII-lea a murit pe 27 ianuarie 1547, ceea ce i-a permis lui Catherine să se căsătorească, în același an, cu Thomas Seymour.
Catherine Parr a murit în septembrie 1548, ca urmare a unor complicații survenite după o naștere.
1. 1 2 3  Autoritatea BnF, accesat în 10 octombrie 2015
2. 1 2  A Historical Dictionary of British Women
3. ↑  Catherine Parr, Genealogics
4. ↑  Encyclopædia Britannica Online
5. ↑  Find a Grave, accesat în 29 august 2019
6. 1 2 3  The Peerage
7. 1 2 3 4 5 6 7  Kindred Britain